# Essener Kulturpfad

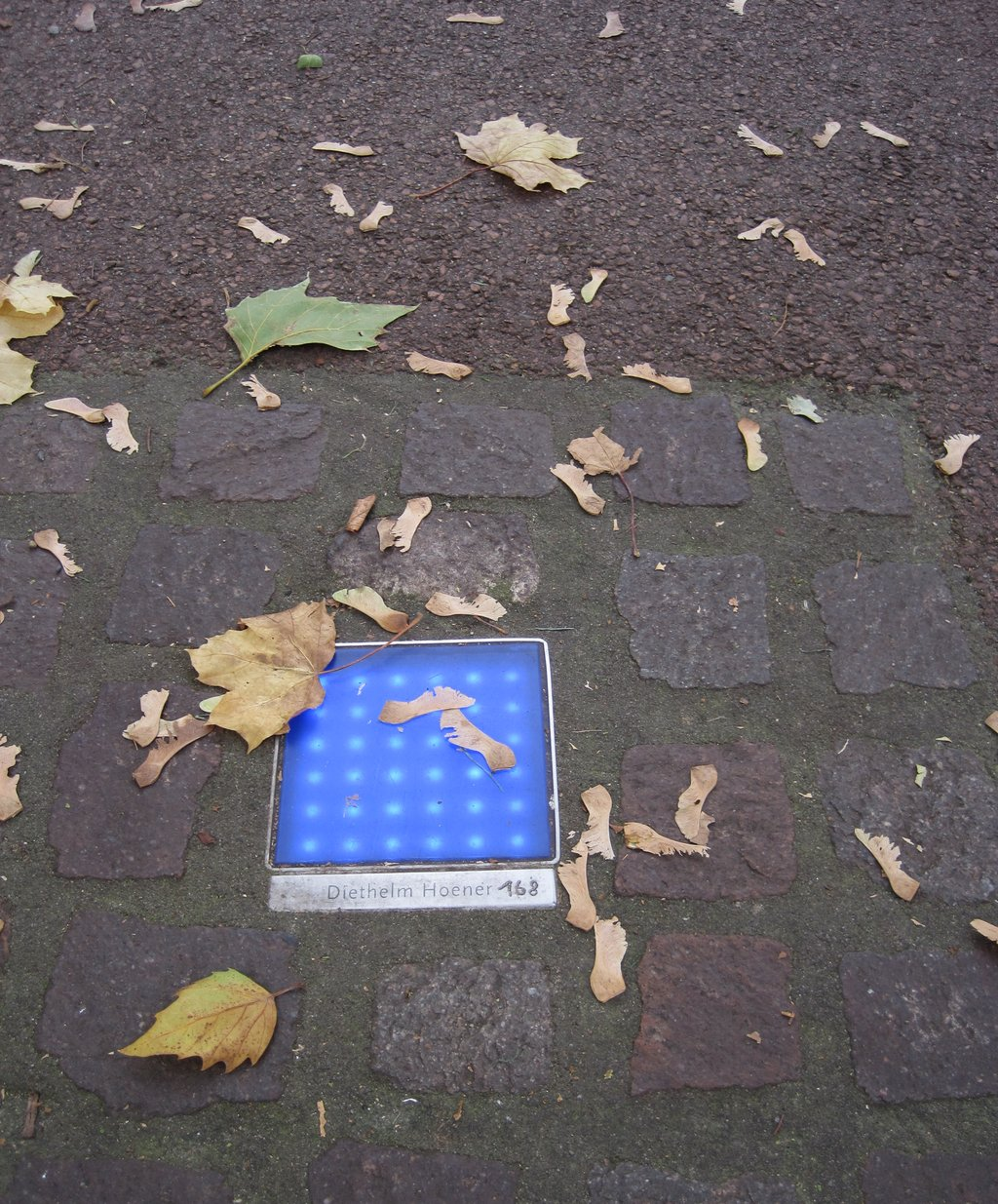
Blaue Kachel

Der Essener Kulturpfad ist ein etwa vier Kilometer langer Fußweg, der Kulturstätten und Kunstobjekte in der Essener Innenstadt und im Südviertel miteinander verbindet. Er beginnt bei der Folkwang-Fußgängerbrücke.
Insgesamt 372 blau leuchtende Pflastersteine aus Glas im Abstand von ca. 10 Metern markieren am Boden den Kulturpfad. Sie geleiten Besucher zu Kunst- und Kulturorten zwischen Museum Folkwang im Süden und Marktkirche im Norden. Der Weg führt unter anderem vorbei an alter Synagoge, Altkatholischer Friedenskirche, Dom, Volkshochschule, Lichtburg, Grillo-Theater, RWE-Turm, Aalto-Theater, Philharmonie, Kunstwerken im Stadtgarten, Erlöserkirche und dem Kulturwissenschaftlichen Institut an der Folkwangbrücke. Am nördlichen Ende des Weges ist die Installation Lichtfinger an den Steag-Schornsteinen zu sehen. Entlang des Kulturpfades findet alljährlich im Juni ein Fest statt, auf dem sich die beteiligten Institutionen auf der Straße oder in ihren Häusern präsentieren.
Der Kulturpfad wurde am 17. Mai 2000 von Ilse Brusis mit einem Brückenfest an der neuen Folkwang-Brücke, die über die Bundesstraße 224 führt, offiziell eröffnet. Im Jahr 2004 waren dann alle über 300 Steine, bestückt mit Leuchtdioden, verlegt. Jeder Stein kostete seinen Sponsor, der namentlich darauf erwähnt wird, 1.550 Euro. 2009 waren 125 Steine auf Grund der hohen Verkehrsbelastung defekt und leuchteten nicht mehr blau. Die Erneuerung soll über das Budget der Kulturhauptstadt Ruhr 2010 finanziert werden. 